# Repubblica Socialista Sovietica Lituano-Bielorussa
La Repubblica Socialista Sovietica Lituano-Bielorussa, (in lituano Lietuvos-Baltarusijos Tarybinė Socialistinė Respublika; in bielorusso Літоўска-Беларуская Савецкая Сацыялістычная Рэспубліка?, Litoŭska–Bielaruskaja Savieckaja Sacyjalistyčnaja Respublika; in russo Литовско-Белорусская ССР?, Litovsko-Belorusskaya SSR; in polacco Litewsko–Białoruska Republika Radziecka) conosciuta anche come Lituania-Bielorussia o Litbel, fu una repubblica controllata dai Soviet che esistette all'interno dei territori delle moderne Bielorussia e Lituania orientale per circa sette mesi nel 1919, durante la guerra lituano-sovietica, prima che le parti occidentali fossero annesse alla Polonia e la Lituania riconosciuta indipendente col trattato di Mosca.

## Storia

### Contesto storico
Alla fine della Grande Guerra nel 1918, la RSFS Russa diede il via ad un'operazione militare volta a riprendere il controllo delle regioni possedute in precedenza dall'Impero russo, inclusi i Paesi baltici; l'Impero tedesco lasciò tali territori dopo aver firmato l'armistizio di Compiègne. L'intento perseguito era quello di diffondere la Rivoluzione mondiale, costituendo Repubbliche Sovietiche nell'Europa orientale. Alla fine del dicembre 1918, le forze bolsceviche giunsero in Lituania. I russi intendevano anche adoperare le terre baltiche come Stati cuscinetti tra l'Europa occidentale e quella orientale, dove tra l'altro ebbero luogo la Rivoluzione di novembre in Germania e la costituzione della Repubblica Sovietica Ungherese.
La Repubblica Socialista Sovietica Lituana fu proclamata il 16 dicembre 1918 e la Repubblica Socialista Sovietica Bielorussa il primo gennaio 1919. Le due repubbliche erano fragili e guidate da due partiti nati recentemente, quello comunista lituano e quello comunista bielorusso che non godevano di un ampio sostegno popolare. Di fronte a una situazione politica incerta a seguito dello scoppio della guerra sovietico-polacca e della guerra lituano-sovietica, i sovietici decisero di consolidare le proprie forze e le due repubbliche furono unificate nella neonata Litbel il 17 febbraio 1919. Anche i partiti comunisti furono uniti, confluendo nel Partito Comunista della Lituania e della Bielorussia.

### Attività del governo

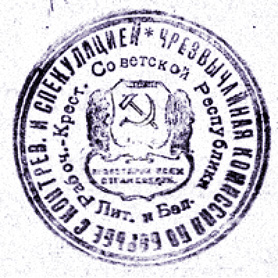
Stemma della Čeka della Litbel

L'unificazione delle due repubbliche non fu ben accetta né in Lituania né in Bielorussia. In particolare, i bielorussi percepirono questa confluenza come un'annessione alla Lituania e furono risentiti dello sfruttamento dell'identità bielorussa per ragioni strategiche. Alcuni nazionalisti bielorussi, quale ad esempio Zmicer Žjlunovič, rassegnarono le dimissioni. Ad ogni modo, Mosca decise di procedere oltre assegnando ad Adol'f Abramovič Ioffe il compito di supervisionare la fusione: questi entrò poi a far parte del governo della Litbel, capeggiato da Vincas Mickevičius-Kapsukas (con un passato nel PCL alle spalle), Presidente del Consiglio dei Commissari del Popolo (titolo equiparabile alla carica di primo ministro). Al governo non parteciparono bielorussi. La repubblica ricevette finanziamenti costanti da parte della Repubblica Russa. Per questo gli storici concordano nel considerarlo uno Stato fantoccio.
Inizialmente, la capitale divenne Vilnius. In aprile fu spostata a Minsk, dopo che Vilnius fu conquistata dall'esercito polacco durante l'operazione militare nota come offensiva di Vilna. Il leader sovietico Vladimir Lenin sperava di avviare negoziati di pace con i polacchi attraverso il membro del Partito Comunista polacco Julian Marchlewski, allontanato ufficialmente dal governo lituano-bielorusso il 17 luglio 1919. Minsk fu espugnata dalle forze polacche l'8 agosto 1919 nel corso dell'operazione Minsk, cui seguì lo spostamento del governo di Litbel – di fatto non più operativo – presso Smolensk nell'agosto 1919. Alla fine del luglio 1919, quasi tutto il territorio della RSS Lituano-Bielorussa era occupato da forze militari straniere.

### Conseguenze
Nel settembre del 1919, i sovietici riconobbero l'indipendenza della Lituania e negoziarono un trattato di pace. Il trattato di Mosca (1920 Urss-Lituania) fu sottoscritto il 12 luglio 1920. La guerra sovietico-polacca iniziò a volgere a favore dei russi quando fu riconquistata Minsk e ricreata la RSS Bielorussa il 31 luglio 1920. Ignorando quanto accordato nel trattato di pace, i sovietici iniziarono a pianificare un colpo di Stato in Lituania per rovesciare il governo lituano e ristabilire la Repubblica sovietica. Tuttavia, questa ipotesi fu accantonata quando l'Armata Rossa fu sconfitta nella battaglia di Varsavia e respinta dai polacchi. Alcuni storici dell'epoca videro in questa sconfitta l'evento che scaturì una nuova indipendenza della Lituania e l'allontanamento dalla sfera di influenza sovietica. Il confine tra Russia e Polonia fu stabilito dalla pace di Riga, la quale lasciò quasi la metà del territorio bielorusso in mano alla RSS bielorussa.

## Politica

### Comitato Esecutivo Centrale
- Kazimierz Cichowski – presidente (27 febbraio 1919-31 luglio 1920)

### Membri del Consiglio dei Commissari del Popolo
Furono membri del Consiglio dei Commissari del Popolo (gabinetto di governo) dal 17 febbraio 1919:
| Membri del Consiglio dei Commissari del Popolo | Membri del Consiglio dei Commissari del Popolo  |
| Carica                                         | Funzionario                                     |
| ---------------------------------------------- | ----------------------------------------------- |
| Commissario degli Affari Esteri                | Vincas Mickevičius-Kapsukas (anche Presidente)  |
| Commissario degli Affari Interni               | Zigmas Aleksa-Angarietis (anche Vicepresidente) |
| Commissario per le Politiche Alimentari        | Moses Kalmanovich                               |
| Commissario del Lavoro                         | Semyon Dimanstein                               |
| Commissario della Finanza                      | Yitzhak Weinstein                               |
| Commissario dei Trasporti                      | Aleksandras Jakševičius                         |
| Commissari delle Politiche Agricole            | Kazimierz Cichowski e Vaclovas Bielskis         |
| Commissario dell'Istruzione                    | Julian Leszczyński                              |
| Commissario delle Comunicazioni                | Carl Rozental (К. Ф. Розенталь)                 |
| Commissario della Giustizia                    | Mieczysław Kozłowski (Мечислав Козловский)      |
| Commissario delle Forze Armate                 | Józef Unszlicht                                 |
| Commissario della Sanità                       | Petras Avižonis                                 |
| Commissario dell'Economia Popolare             | Vladimir Ginzburg                               |
| Commissario delle Politiche Sociali            | Josif Oldak                                     |